# Rubus mortensenii
Espèce
Rubus mortensenii est une espèce de plantes à fleurs de la famille des rosacées et du genre Rubus.

## Description
Rubus mortensenii a des turions nettement anguleux, rougeâtres, glabres, pourvu d'aiguillons de deux à quatre millimètre de long.  Le limbe comporte des dents plutôt régulières et arrondies. Le foliole terminal a un apex nettement distinct, fin et long de quinze millimètres. Sa partie supérieure comporte de cinq à cent poils par cm². Sa face inférieure, quant à elle, est tomenteuse et de couleur vert-grisâtre à grise. Les fleurs, nettement roses, font de huit à dix millimètres.

## Habitat et répartition
Cette ronce, de distribution éparse à fréquente, vit sur sol non calcaire, dans les fourrés, les clairières et lisières de bois.
On le rencontre dans le Sud de la Suède, au Danemark et en Allemagne.